# Condado de Celje
```
   |-
       |
Erro:
:  
valor não especificado para "
nome_comum
"
```

O Condado de Celje foi um condado medieval no território hoje correspondente à Eslovênia, que foi governado pelos condes de Celje.